# Völuspá
La profecia de l'endevina (islandès modern: Völuspá; norrè occidental antic: Vǫlospá) és el primer i més conegut poema de l'Edda poètica. Parla de la creació del món i de la seva fi, està escrita per una volva (bruixa-endevina-xaman) que s'adreça a Odin. És una de les fonts més importants per a estudiar la mitologia escandinava.
La profecia comença amb una conversa adreçada a Odin. L'endevina comença a explicar resumidament la creació del món. Explica com coneix això i com comprèn les omniscients fonts d'Odin, i altres secrets dels déus d'Asgard. Ella tracta les coses amb un futur pròxim, tocant molts dels mites norrens, com ara la mort de Baldre i els lligams de Loki. Al final de la profecia, l'endevina parla del final del món, anomenat Ragnaroc (de ragna rǫk 'el fat dels déus' o ragna røkkr, 'l'ocàs dels déus') per a la mitologia norrena, i del començament del segon món. Amb l'obra de Richard Wagner, el Ragna Røkkr, l'Ocàs dels Déus, va passar a formar part, durant el segle xix, del llegat cultural europeu.